# Bálint Tóth
Bálint Tóth  (1955) é um matemático húngaro, que trabalha com estocástica e física estatística.
Toth estudou física na Universidade de Bucareste, onde obteve o diploma em 1980, obtendo um doutorado em matemática em 1988 na Academia de Ciências da Hungria, orientado por Domokos Szász (Tese: Contributions to the Dynamical Theory of Brownian Motion - Mechanical and Probabilistic Models). Obteve a habilitação em 1999 em Budapeste. Trabalhou de 1982 a 1998 no Instituto de Matemática da Academia de Ciências da Hungria (Instituto Alfred Renyi) com interrupção de 1989 a 1991, quando foi lecturer Universidade Heriot-Watt. De 1998 a 2017 foi professor da Universidade de Tecnologia e Economia de Budapeste. É desde 2012 professor da Universidade de Bristol e desde 2017 também novamente trabalha no Instituto Alfred Renyi.
Em 2000 foi palestrante convidado no Congresso Europeu de Matemática em Barcelona (Self-interacting random motions). Para 2018 está convidado como palestrante do Congresso Internacional de Matemáticos no Rio de Janeiro. 
Foi eleito em 2016 membro da Academia Europaea.

## Publicações selecionadas
- Generalized Ray-Knight theory and limit theorems for self-interacting random walks, Annals of Probability, Volume 24, 1996, p. 1324–1367.
- True self-avoiding walks with generalized bond repulsion on Z, Journal of Statistical Physics, Volume 77, 1994, p. 1994, p. 17–33.
- True self-avoiding walk with bond repulsion on Z: limit theorems, Annals of Probability, BVolume 23, 1995, p. 1523–1556.
- Editor com Pál Révész: Random Walks -- A Collection of Surveys, Bolyai Society Mathematical Studies, Volume 9, 1999 (incluindo por Toth: Self-interacting random motions, p. 349-384)
- No more than three favourite sites for simple random walk, Annals of Probability, Volume 29, 2001, p. 484-503, Arxiv